# Szörénke
A Szörénke a Szörény férfinév -ke kicsinyítőképzős női változata.

## Gyakorisága
Az 1990-es években szórványos név, a 2000-es években nem szerepel a 100 leggyakoribb női név között.

## Névnapok
- május 27.[2]
- június 20.[2]